# سانت جوليان لابورس
سانت جوليان لابورس (بالإنجليزية: Saint-Julien-Labrousse)، هي مدينة في فرنسا، وتقع في جهة رون - ألب.